# Sophia Dorothea Augusta Louisa van Württemberg
Sophia Maria Dorothea Augusta Louisa, hertogin van Württemberg (Russisch: Мария Фёдоровна) (Stettin, 25 oktober 1759 — Sint-Petersburg, 5 november 1828) was als Maria Fjodorovna de tweede vrouw van tsaar Paul I van Rusland. Ze was een dochter van Frederik Eugenius van Württemberg en Frederika Dorothea Sophia van Brandenburg-Schwedt.

## Jeugd
Sophia Dorothea werd genoemd naar haar moeder. Ze was de oudste dochter van twaalf kinderen, acht jongens en vier meisjes.
In 1769, toen zij tien jaar was, nam haar familie intrek in het kasteel van Montbéliard in de Elzas, in die tijd een deel van het hertogdom Württemberg. Montbéliard was de zetel van de jongere tak van het huis Württemberg. Het kasteel was ook cultureel centrum en vele intellectuele en politieke figuren kwamen hier vaak. De zomerresidentie van de familie was in Étupes.
De opvoeding van Sophia was beter dan het gemiddelde van in het cultuurgeoriënteerde vaderlijke huis en ze zou tot haar dood blijven houden van de kunsten. Op de leeftijd van zestien jaar sprak ze Duits, Frans, Italiaans en Latijn. Toen ze zeventien werd, was Sophia Dorothea lang, mollig en had rooskleurige wangen. Zij was sterk en gevoelig, nadenkend en naïef.
In 1773 werd Sophia Dorothea toegevoegd aan een lijst van meerdere Duitse prinsessen die werden geacht de nieuwe vrouw te worden van de Russische troonopvolger, de latere tsaar Paul I. Sophia Dorothea was toen nog geen veertien jaar oud, daardoor werd er gekozen voor de qua leeftijd aantrekkelijkere prinses Wilhelmina Louisa van Hessen-Darmstadt, dochter van landgraaf Lodewijk IX van Hessen-Darmstadt. Wilhelmina trouwde met kroonprins Paul en kreeg de naam Natalia Aleksejevna van Rusland.
Sophia Dorothea werd verloofd met prins Lodewijk van Hessen-Darmstadt, broer van Pauls eerste vrouw, maar toen de Russische erfgenaam weduwnaar werd in 1776, stelde koning Frederik II de Grote van Pruisen, Sophia aan als de ideale kandidaat als tweede vrouw van Paul. Sophia’s verloofde, de prins van Hessen-Darmstadt kreeg een monetaire compensatie en daarna werd de verloving verbroken. Sophia was zeventien jaar oud en erg gelukkig met het idee om straks keizerin (tsarina) van Rusland te worden. Toen haar moeder het ongelukkige lot van sommige Russische leiders betreurde, antwoordde zij dat haar enige opdracht was om snel en succesvol in haar nieuwe omgeving te integreren.
De toenmalige Russische tsarina Catharina II de Grote was gelukkig met de verloving. Sophia Dorothea deelde niet alleen dezelfde opvoeding als de tsarina maar ook haar originele naam en plaats van geboorte. Koning Frederik II van Pruisen bereidde het huwelijk voor. Sophia Dorothea en Paul ontmoetten elkaar voor het eerst in Berlijn. Sophia Dorothea was snel te behagen en voor hun eerste gesprek werd haar verteld dat Paul zeer ernstig was.

Tijdens hun eerste gesprek sprak Sophia Dorothea over meetkunde. De volgende dag schreef ze in een brief aan een vriendin dat ze totaal verliefd was. Net zoals Sophia blij was met Paul, was Paul blij met zijn nieuwe verloofde. Paul schreef in een brief aan zijn moeder: "Ze is lang, goed gevormd, intelligent, pienter en totaal niet verlegen." Sophia’s eerste gedachten over haar toekomstige man waren niet minder enthousiast. "Ik ben meer dan tevreden," schreef ze. "Nooit, mijn beste vriend, kon ik gelukkiger zijn. De Grootvorst zou niet meer aardiger kunnen zijn dan nu." Al snel werd Sophia Dorothea verliefd op haar toekomstige man. "Ik kan niet slapen, mijn lieve prins, zonder jou te vertellen hoeveel ik van je hou", schreef ze in een brief aan haar man. Het huwelijk werd gesloten op 7 oktober 1776. Sophia Dorothea bekeerde zich tot de Russisch-Orthodoxe Kerk en nam de naam Maria Fjodorovna aan.

## Grootvorstin van Rusland
Paul was buitengewoon lelijk en had een moeilijk karakter maar Maria Fjodorovna was tevreden met haar lot. "Mijn lieve echtgenoot is een perfecte engel en ik hou van hem", schreef ze aan een vriend. Maria Fjodorovna veranderde nooit haar gevoelens voor Paul, en ondanks alles wat later gebeurde en zijn moeilijke en dikwijls tirannieke innerlijk, hield zij oprecht van hem.
Tsarina Catharina II schreef in een brief aan een vriendin dat ze in ieder geval in het begin zeer verheugd en blij was met haar schoondochter. Nochtans, de verhouding tussen de twee vrouwen draaide vlug om. Maria Fjodorovna koos natuurlijk partij voor haar verwaarloosde echtgenoot tijdens de bitterheid tussen de keizerin en haar zoon, en de goede bedoelingen van de Grootvorstin om de situatie te verlichten, werkte uiteindelijk averechts, en zorgde juist voor meer problemen tussen de twee.
In december 1777 beviel Maria Fjodorovna van haar eerst kind, de latere tsaar Alexander I. Drie maanden later haalde Catharina II de nieuw geboren zoon weg om hem zelf op te voeden zonder belemmering van de ouders. Toen een tweede zoon werd geboren in april 1779, genaamd Constantijn, deed Catharina hetzelfde. Dit veroorzaakte bittere vijandigheid met Maria Fjodorovna, de ouders konden hun kinderen maar één keer per week zien. Pas vier jaar later kreeg het koppel weer een ander kind. Doordat ze haar oudste zonen niet kon opvoeden, ging Maria Fjodorovna zich bezighouden met andere dingen, zoals het inrichten van het Pavlovsk Paleis, een cadeau van Catharina ter ere van de geboorte van hun oudste zoon. De inspanningen van Maria Fjodorovna zouden een van de mooiste landgoederen van Rusland voortbrengen.

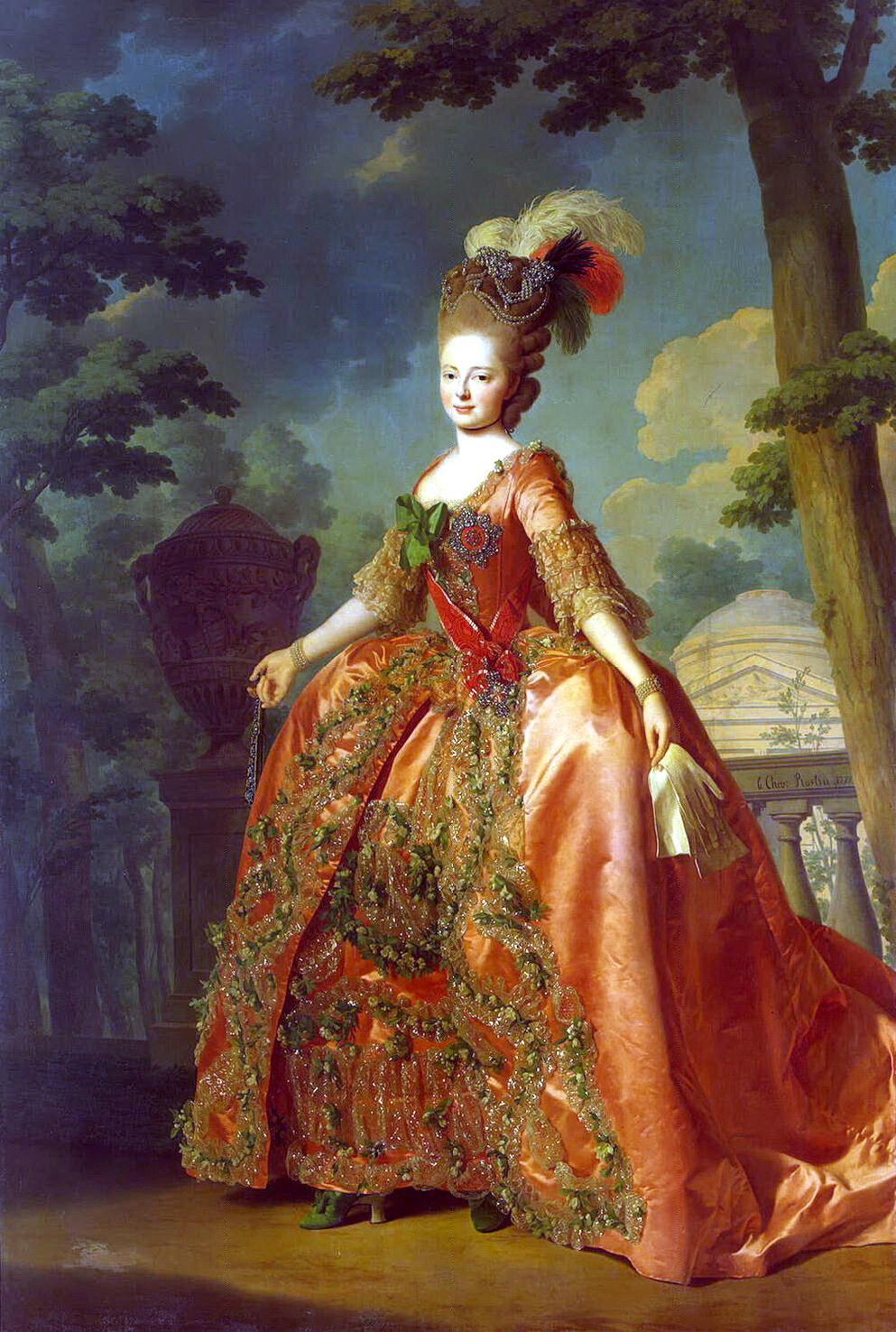
Grootvorstin en kroonprinses Maria Fjodorovna van Rusland

## Europese Tour
Paul en Maria Fjodorovna vroegen aan Catharina II toestemming om reizen te maken in West-Europa. In september 1781, onder de namen graaf en gravin Severny, gingen de troonopvolger van Rusland en zijn vrouw weg voor een veertien maanden durende reis. Ze bezochten Polen, Oostenrijk, Italië, Frankrijk, de Zuidelijke Nederlanden, de Republiek der Zeven Verenigde Nederlanden en het Heilige Roomse Rijk. Vooral Parijs maakte veel indruk op het paar. In Oostenrijk vergeleek keizer Jozef II Maria Fjodorovna met haar man, en vond hij haar de meest superieure van de twee. Tijdens een bezoek aan Italië werd het koppel erg verliefd geacht door het meereizende gezelschap, omdat Paul niet kon stoppen zijn vrouw te kussen. Tijdens hun terugreis naar Sint-Petersburg bracht het koppel een bezoek aan Württemberg. Daar bezochten Paul en Maria haar ouders. Aan het einde van 1782 kwamen Paul en Maria terug in Rusland en Maria wijdde haar aandacht aan haar paleis in Pavlovsk. In datzelfde paleis werd op 9 augustus 1783 hun oudste dochter geboren, Alexandra Paulowna, de eerste van zes dochters, die in de volgende twaalf jaar geboren zouden worden. Om de geboorte van Alexandra te vieren, kreeg het paar van Catharina II het paleis van Gatsjina, dat vooral door Paul werd gebruikt tot zijn troonsbestijging. Catharina nam hun dochter niet van hen af, die mochten ze zelf opvoeden.
Maria Fjodorovna kreeg tien kinderen; vier zoons en zes dochters. Vanaf dat moment bestond het keizerlijk Huis van Rusland, dat daarvoor alleen bestond uit Paul en Catharina II, uit een grote familie. De jongere kinderen werden door hun ouders zelf opgevoed.

## Laatste jaren onder Catharina II
Tijdens de lange regering van Catharina, dwong deze Maria en Paul om geïsoleerd in Gatchina te wonen, met een klein inkomen. Zij bleven een toegewijd paar. Maria matigde de extreme gedachten van haar echtgenoot, dit kon ze doen omdat ze een heilzame invloed op hem had. Ze bleef het Pavlovsk verfraaien en deed veel liefdadigheidswerk voor de mensen die daar werkten. Zij breidde haar bescheiden literaire salon uit en er werden snel zeldzame theatrale en muzikale avonden voor haar familie en vrienden gehouden. Maria Fjodorovna was een bedreven speler van het klavecimbel en hield van lezen. Zij hield omvangrijke dagboeken bij die haar leven gedetailleerd registreerden. Hoewel haar laatste wens was dat al deze dagboeken zouden blijven bestaan, werden ze door tsaar Nicolaas I verbrand. Ook bijna alle brieven die ze schreef hebben het niet overleefd en zijn verbrand.
De goede vriendschap tussen Paul en Catharina Nelidova, een van Maria Fjodorovna’s hofdames, was de oorzaak van de eerste barst in hun huwelijk. Paul had door zijn relatie met Nelidova Maria erg gekwetst en daardoor waren de volgende jaren in hun huwelijk erg bitter. Later, hoe dan ook, geloofde Maria de woorden van Paul dat het alleen een vriendschap geweest was en uiteindelijk verzoende Maria zich niet alleen met het idee, maar probeerde ze samen met Nelidova het meer en meer neurotische temperament van Paul te matigen.

## Keizerin van Rusland

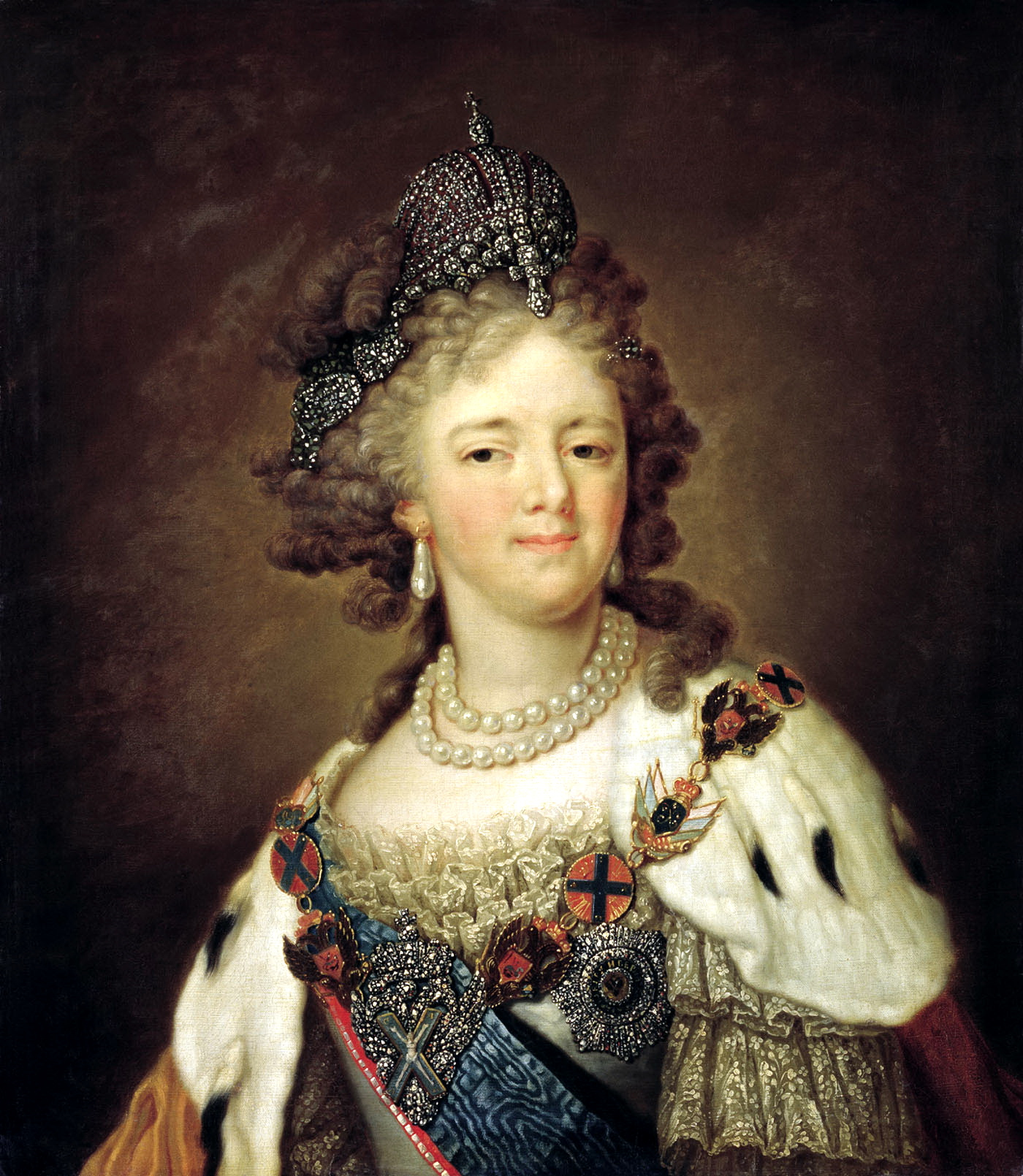
Tsarina Maria Fjodorovna van Rusland

Na twintig jaar in de schaduw te hebben gestaan was de dood van keizerin Catharina II in 1796 een bevrijding voor Maria Fjodorovna om een prominente rol te gaan spelen als Keizerin-Gemalin. Tijdens de regering van Catharina had Maria geen kans om zich te bemoeien met regeringszaken, net zoals Paul zelf. Maar na de troonsbestijging van haar man begon ze zich te bemoeien met staatszaken, eerst bang, maar nadien meer en meer vastberaden. Haar invloed op haar echtgenoot was heel groot en in het algemeen heilzaam. Maar ze gebruikte ook haar invloed op haar man om vrienden te helpen en om vijanden meer te kwetsen.
Maria had buitengewone smaak. De paleizen van Gatsjina, Tsarskoje Selo, het Winterpaleis in Sint-Petersburg en de Hermitage werden door haar ingericht en vernieuwd onder haar persoonlijke begeleiding. Zij hield van alle kunsten en steunde die dan ook royaal. Haar belangrijkste erfgoed voor Rusland was het stichten van de eerste school voor vrouwen, evenals talrijke liefdadigheidsorganisaties in het keizerrijk. Deze instituties bleven bestaan tot de Russische Revolutie in 1917. Als keizerin hielp ze zo veel mogelijk haar talrijke arme relaties, waaronder haar broer, Alexander van Württemberg (1771-1833), die ook in Rusland werd uitgenodigd.
Ook al waren Paul en Maria niet zo close meer zoals ze vroeger waren, het huwelijk bleef goed en warm, en er was nog steeds een goede band tussen de twee. Het huwelijk daalde later in Pauls laatste levensjaar tot een dieptepunt. Nadat Maria Fjodorovna was bevallen van haar jongste kind, grootvorst Michaël in 1798, kreeg Paul een relatie met de negentien jaar oude Anna Lopoechina, in deze tijd verzekerde Paul zijn vrouw dat zijn gedrag onberispelijk was en dat de verhouding van een vaderlijke natuur was. Paul was precies vier jaar, vier maanden en vier dagen tsaar van Rusland. Hij werd op 12 maart 1801 vermoord.

## Keizerin-weduwe

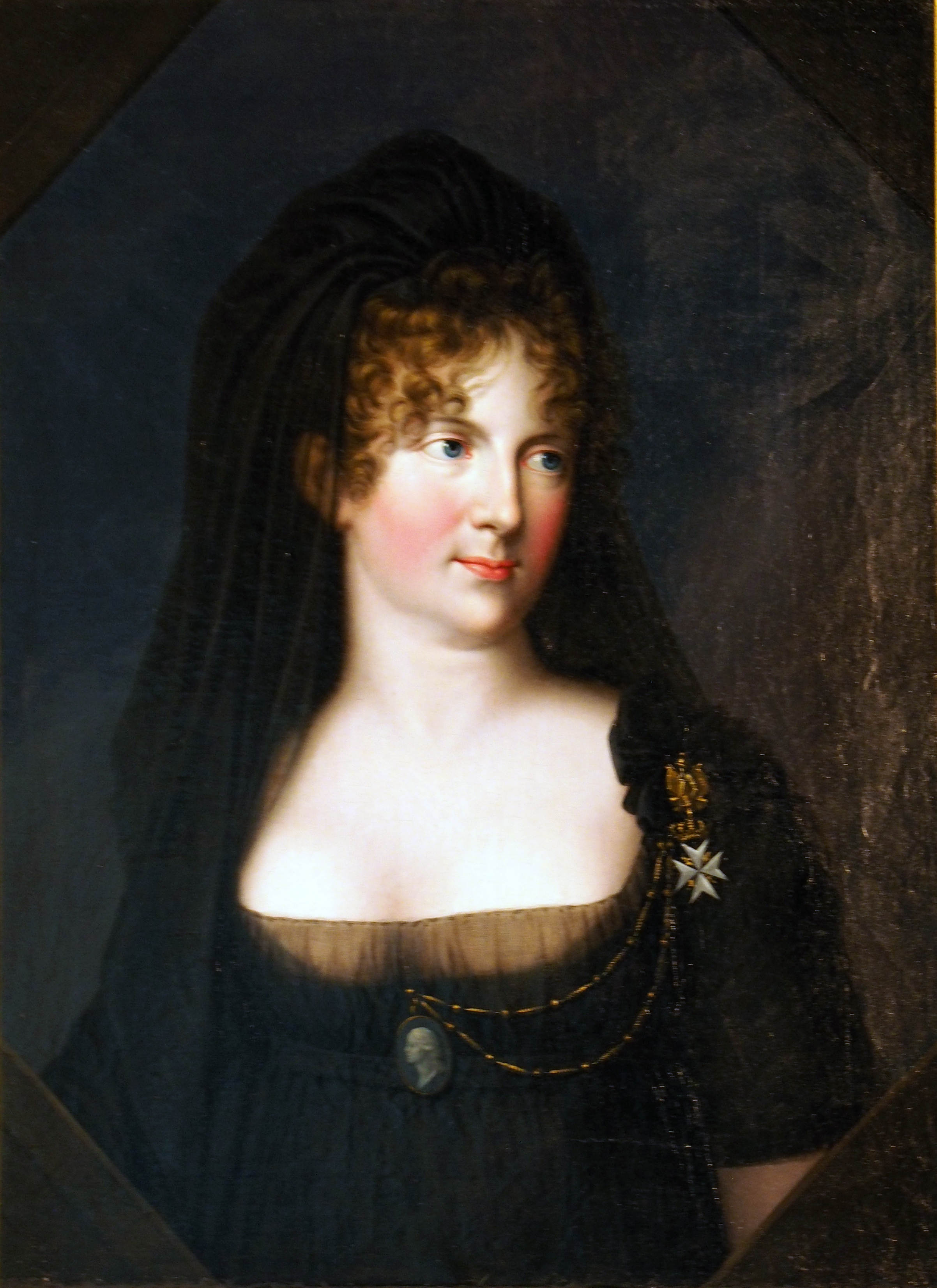
Keizerin-weduwe Maria Fjodorovna, rond 1801, het jaar waarin tsaar Paul I werd vermoord

Op de avond van de moord op haar man, had Maria Fjodorovna het idee om een voorbeeld te nemen aan haar schoonmoeder, Catharina II, en probeerde zij zichzelf uit te roepen als keizerin van Rusland, met de verklaring dat zij zelf was gekroond met Paul I. Het kostte Maria’s oudste zoon, Alexander I, enkele dagen om haar te doen afzien van haar waardeloze idee, grotendeels omdat Maria Fjodorovna totaal geen politieke steun had. Voor een onbepaalde tijd, als haar zoon haar kwam opzoeken, plaatste de keizerin-weduwe een kist tussen hen in. In die kist lag een avondshirt dat Paul had gedragen tijdens de avond van zijn moord, dit deed ze als stil protest. De vervreemde relatie tussen moeder en zoon werd later verbeterd, en dankzij de nieuwe tsaar mocht Maria Fjodorovna, pas 42 jaar oud toen ze weduwe was, de hoogste vrouwelijke positie behouden aan het hof. Tijdens publieke ceremonies was Maria vaak te zien aan de arm van de keizer, terwijl keizerin Elisabeth achter hen aan liep. Deze gewoonte van voorrang aan de keizerin-weduwe boven de vrouw van de heersende keizer werd met haar ingesteld en was uniek aan het Russische hof. Dit veroorzaakte wel een vervreemde relatie tussen de keizerin en haar schoondochter.
De toekomst van haar dochters en de opvoeding van haar jongste kinderen bleef Maria nauw volgen tijdens de eerste jaren dat ze weduwe was. Ze was een goede en liefhebbende moeder en hoewel keizerin Catharina II haar oudste zonen van haar af nam en de vreemde relatie die ze in het begin hadden, werd de relatie tussen de oudste zonen en hun moeder steeds beter, net zoals met haar andere kinderen die echt gehecht bleven aan haar. Haar oudste zoon Alexander liet de keizerin-weduwe totale controle hebben over de latere Nicolaas I en diens jongere broer grootvorst Michaël. Toen al haar kinderen waren opgegroeid, bleef de keizerin-weduwe correspondentie houden met al haar kinderen.
De keizerin-weduwe maakte van haar Paleis in Pavlovsk een beroemde plaats voor belangrijke personen die vaak van uit Sint-Petersburg kwamen, maar ze probeerde ook politieke invloed te krijgen over haar zoon de tsaar, pogingen die echter niet succesvol waren. Maria Fjodorovna was woedend toen ze hoorde dat Alexander een verdrag had gesloten met keizer Napoleon Bonaparte van Frankrijk. In dit handhaafde zij haar trotse en categorische mening. Toen de Franse keizer probeerde om te trouwen met haar jongste dochter, Anna Paulowna, verzette Maria zich sterk tegen het voorgestelde huwelijk. Haar eigen hof was een centrum van anti-Napoleon gevoelens tijdens de napoleontische oorlogen, ze was een bittere vijand van de Franse keizer. Haar dochter Anna Paulowna trouwde later overigens met de prins van Oranje, de oudste zoon van koning Willem I, Willem.
Zelfs toen ze pas de vijftig gepasseerd was, hield zij sporen van haar jeugdige nieuwigheid vast. Doordat zij een sterke gezondheid had, overleefde ze vijf van haar tien kinderen, onder wie haar oudste zoon en diens vrouw, Elisabeth Alexejevna, daardoor was ze getuige van de kroning van haar derde zoon, tsaar Nicolaas I. Ze was een voornaam persoon tijdens de jeugd van haar kleinzoon, de latere tsaar Alexander II. Maria Fjodorovna stierf op 5 november 1828 op de leeftijd van 69 jaar in haar paleis te Pavlovsk. Andere kinderen die vóór Maria Fjodorovna stierven waren haar dochters Alexandra, Helena, Catharina en Olga.

## Kinderen
Sophia Dorothea en Paul kregen tien kinderen:
- Alexander (1777-1825), tsaar van Rusland, trouwde met Louise van Baden
- Constantijn (1779-1831)
- Alexandra (1783-1801), trouwde met aartshertog Jozef Anton Johan van Oostenrijk
- Helena (1784-1803), trouwde met Frederik Lodewijk van Mecklenburg-Schwerin
- Maria (1786-1859), trouwde met groothertog Karel Frederik van Saksen-Weimar-Eisenach
- Catharina (1788-1819), trouwde Willem I van Württemberg
- Olga (1792-1795)
- Anna (1795-1865), trouwde met koning Willem II der Nederlanden
- Nicolaas (1796-1855), tsaar van Rusland, trouwde met Charlotte van Pruisen
- Michaël (1798-1849)

## Voorvaderen
| Sophia Dorothea Augusta Louisa van Württemberg             | Sophia Dorothea Augusta Louisa van Württemberg                                                                     | Sophia Dorothea Augusta Louisa van Württemberg                                                                     | Sophia Dorothea Augusta Louisa van Württemberg                                                                     | Sophia Dorothea Augusta Louisa van Württemberg                                                                     | Sophia Dorothea Augusta Louisa van Württemberg                                                                     | Sophia Dorothea Augusta Louisa van Württemberg                                                                     | Sophia Dorothea Augusta Louisa van Württemberg                                                                     | Sophia Dorothea Augusta Louisa van Württemberg                                                                     |
| ---------------------------------------------------------- | --- | --- | --- | --- | --- | --- | --- | --- |
| Overgrootouders                                            | Frederik Karel van Württemberg-Winnental (1653–1698) ∞ Eleonora Juliana van Brandenburg-Ansbach(1663-1724)         | Frederik Karel van Württemberg-Winnental (1653–1698) ∞ Eleonora Juliana van Brandenburg-Ansbach(1663-1724)         | Anselm Franz von Thurn und Taxis (1681–1739) ∞ Maria Ludovika Anna von Lobkowitz (–)                               | Anselm Franz von Thurn und Taxis (1681–1739) ∞ Maria Ludovika Anna von Lobkowitz (–)                               | Filips Willem van Brandenburg-Schwedt (1669–1711) ∞ Johanna Charlotte van Anhalt-Dessau (1682–1750)                | Filips Willem van Brandenburg-Schwedt (1669–1711) ∞ Johanna Charlotte van Anhalt-Dessau (1682–1750)                | Frederik Willem I van Pruisen (1688–1740) ∞ Sophia Dorothea van Hannover (1687–1757)                               | Frederik Willem I van Pruisen (1688–1740) ∞ Sophia Dorothea van Hannover (1687–1757)                               |
| Grootouders                                                | Karel Alexander van Württemberg (1684–1737) ∞ 1727 Maria Augusta von Thurn und Taxis (1706–1756)                   | Karel Alexander van Württemberg (1684–1737) ∞ 1727 Maria Augusta von Thurn und Taxis (1706–1756)                   | Karel Alexander van Württemberg (1684–1737) ∞ 1727 Maria Augusta von Thurn und Taxis (1706–1756)                   | Karel Alexander van Württemberg (1684–1737) ∞ 1727 Maria Augusta von Thurn und Taxis (1706–1756)                   | Frederik Willem van Brandenburg-Schwedt (1700–1771) ∞1734 Sophia Dorothea van Pruisen (1719–1765)                  | Frederik Willem van Brandenburg-Schwedt (1700–1771) ∞1734 Sophia Dorothea van Pruisen (1719–1765)                  | Frederik Willem van Brandenburg-Schwedt (1700–1771) ∞1734 Sophia Dorothea van Pruisen (1719–1765)                  | Frederik Willem van Brandenburg-Schwedt (1700–1771) ∞1734 Sophia Dorothea van Pruisen (1719–1765)                  |
| Ouders                                                     | Frederik Eugenius van Württemberg (1732–1797) ∞ 1753 Frederika Dorothea Sophia van Brandenburg-Schwedt (1736–1798) | Frederik Eugenius van Württemberg (1732–1797) ∞ 1753 Frederika Dorothea Sophia van Brandenburg-Schwedt (1736–1798) | Frederik Eugenius van Württemberg (1732–1797) ∞ 1753 Frederika Dorothea Sophia van Brandenburg-Schwedt (1736–1798) | Frederik Eugenius van Württemberg (1732–1797) ∞ 1753 Frederika Dorothea Sophia van Brandenburg-Schwedt (1736–1798) | Frederik Eugenius van Württemberg (1732–1797) ∞ 1753 Frederika Dorothea Sophia van Brandenburg-Schwedt (1736–1798) | Frederik Eugenius van Württemberg (1732–1797) ∞ 1753 Frederika Dorothea Sophia van Brandenburg-Schwedt (1736–1798) | Frederik Eugenius van Württemberg (1732–1797) ∞ 1753 Frederika Dorothea Sophia van Brandenburg-Schwedt (1736–1798) | Frederik Eugenius van Württemberg (1732–1797) ∞ 1753 Frederika Dorothea Sophia van Brandenburg-Schwedt (1736–1798) |
| Sophia Dorothea Augusta Louisa van Württemberg (1759–1828) | | | | | | | | |